# 카리루
카리루(カーリル 가리루[*])는 일본의 주식회사 카리루가 운영하는 도서관의 장서 검색 서비스이다. 장서의 대출 상황 등을 전국의 도서관을 대상으로 통합 검색할 수 있는 것이 특징이다. 2010년 3월에 공개되어 2014년 기준으로 일본 내 6,000개 이상의 도서관에서 장서의 상황을 검색 할 수 있다. 응용 프로그램 개발 등의 지원을 목적으로 하고 도서관 검색용 API인 도서관 API를 공개하고 스마트 폰 애플리케이션이나 브라우저 확장 기능이 다른 개발자에 의해 공개되어 있다. 국립국회도서관을 비롯해 공공 도서관과 대학 도서관 등과 연계하여 다양한 서비스를 제공하고 있다.

## 연혁
카리루는 처음에 Nota Inc.와 요시모토 류지의 개인 사무소인 유한회사 알 와이 시스템이 공동 개발했다. Nota Inc.의 대표인 라쿠세이 잇쇼에 따르면 Nota Inc. 개발 훈련 캠프 동안 도서관 서비스를 만드는 것이 정해졌다고 한다. 구상 기간을 포함하여 2개월이라는 단기간에 완성했다. 카리루라는 명칭은 빌리다라는 뜻의 일본어 카리루(借りる)에서 만든 조어이다. 개발 팀원들의 거주 지역이 각기 다르기 때문에 커뮤니케이션은 스카이프 등이 사용되었다. 단기간에 개발하게 된 이유로 사양을 굳게하고 프로토타입을 작성하고 피드백을 바탕으로 수정하는 사이클을 빠르게 하는 방법 (래피드 프로토타이핑)을 취하여 개발자의 동기가 높은 것을 들 수 있다. 검색 엔진 개발자 요시모토 류지는 카리루를 제작하기까지 도서관 이용 카드도 가지고 있지 않았다고 한다. 2010년 3월에 공개되었으며, 2010년 9월 10일에는 '자동차 릴 아카데미'로 명명된 대학 도서관 지원 프로젝트를 시작했다. 2012년 6월 4일 요시모토 류지가 대표이사가 되어 회사 카리루를 설립하였으며, 카리루 서비스는 회사 카리루에 이관되었다. 2014년 기준으로 일본 내 6,000개 이상의 도서관에서 장서의 상황을 검색 할 수 있으며, 그 중 대학도서관은 1000관 이상, 전문도서관은 200관 이상이다.

## 특징
카리루는 "책을 발견하여 만나는 즐거움"을 실현하기 위한 서비스로 설계되어 '즐거운 장서 검색'과 '도서관 이용의 계기가 되는 것"을 목표로 하고 있다. 도서관의 장서 검색과 달리 막연히 뭔가 재미있는 책이 있지 않을까 하면서 보는 사람이라도 책에 발견하여 만나는 것을 목표로 하고 있다.

### 시스템
카리루는 파이썬으로 구축된 클라우드 서버인 구글 앱 엔진과 일반 서버의 하이브리드 방식으로 운용되고 있다. 클라우드 서버는 신뢰성은 높지만 높은 비용이며 일부를 서버에서 정상적으로하여 비용과 신뢰성을 양립시키고 있다. 장서 정보를 얻기 위해서 웹 스크래핑을 사용하여 검색용 API가 없는 도서관이라도 검색 결과 HTML을 해석하고 장서 정보를 얻을 수 있다. 이 HTML의 해석이 가장 운영비가 소요되는 곳이다. 도서관의 신설 · 폐관 등 시스템의 변경은 외부 검색 엔진의 검색과 트위터의 정보로 대응하고 있다. 카리루는 다른 서비스 기능을 도입하고, 아마존닷컴과 구글 지도, 위키백과 등의 서비스를 이용하여 검색 결과에 표시시키고 있다. (매시업) 서비스 시작 초기에는 서지 정보를 얻기 위해 데이터베이스로 아마존만을 사용하고 있었으며, 이를 위해 아마존에 존재하지 않는 책은 도서관에 장서가 존재해도 검색 결과에 표시되지 않는 문제가 있었다. 이것은 후에 CiNii 온라인 국립 국회 도서관 서치 등을 이용하여 표시되게 하고 있다.
카리루의 검색은 병렬 처리를 실시하고 있는 덕분에 순차 검색을 하는 도도부현의 통합 검색 시스템보다 빠르다. 도서관에 액세스를 높은 빈도로 되지 않도록 하고 있지만, 2011년 9월에 스이타 시립 도서관 시스템이 문제가 된 적이 있었다. 대량 액세스 사이버 공격으로 오해하여 일시적으로 도서관에 대한 액세스가 차단되었다. 나중에 이것은 도서관 시스템에 결함이 있었다는 것을 발견하였다. 또한 시스템의 결함이 일어난 2010년 오카자키 시립 중앙도서관 사건에 대해 카리루는 시스템의 문제를 발단으로 체포에 유감을 표명하였다.

### 서비스
서비스는 무료로 이용할 수 있고, 아마존 등의 제휴 광고 및 출판 회사 등의 데이터 분석 서비스 제공을 수익원으로 하고 있다. 해당 도도부현만 검색하는 것이 아닌 통합 검색을 하는 것은 지자체의 도서관의 관점으로는 예산 관계로 어렵다고는 하지만, '카리루 로컬'은 검색 대상 도서관을 어떤 도도부현이 아닌 전국 맞춤 검색으로 공개 가능하다. '책의 레시피'에서는 소개하고 싶은 책의 목록을 공개할 수 있으며, 도서관으로부터 제공 받은 책도 공개되어 있다. ISBN을 이용한 장서 정보의 연락처와 위치 정보를 바탕으로 근접한 도서관을 확인할 수 있는 전용 API '도서관 API'를 공개하고 있으며, 이를 이용하여 다른 개발자들이 아이폰 애플리케이션이 안드로이드 응용 프로그램, 브라우저 확장 기능 등이 공개되고 있다. 예를 들면 아마존 페이지에서 도서관의 대출 예약을 할 수 Libron과 전국의 서점 · 도서관의 재고 및 대출 상황을 확인할 수 Takestock가 도서관 API를 사용하고 있다. 일본어 위키백과에서도 도서관 API를 이용하여 문헌 자료 등을 검색 할 수 있다.

## 수상 경력
- WISH2010 - asahi.com 상[21]
- Library of the Year 2010 - 대상[22]
- 오픈 데이터에 대한 뛰어난 대처 (오픈 데이터 유통 추진 컨소시엄) - 우수상[23]